# Achilefs Jerokostopulos
Achilefs (Achileas) Jerokostopulos (gr. Αχιλλεύς (Αχιλλέας) Γεροκωστόπουλος; ur. 21 września 1909 w Patras, zm. w marcu 1988 w Paryżu) – grecki polityk i prawnik, wieloletni parlamentarzysta, eurodeputowany I kadencji, dwukrotny minister edukacji.

## Życiorys
Wnuk ministra edukacji Achilefsa (1850–1900), syn polityka Konstandinosa Jerokostopulosa i Marii Rufu. Ukończył studia prawnicze, następnie praktykował w tym zawodzie. Przed wojną wstąpił do liberalnej Narodowej Partii Unionistycznej, w 1951 przekształconej w Narodowy Front Rekonstrukcji. W kolejnych latach należał do konserwatywnych Greckiego Alarmu i Narodowej Unii Radykalnej (od 1956). W 1950 po raz pierwszy wybrany do Parlamentu Hellenów z okręgu Achaja, zasiadał w nim nieprzerwanie do zamachu stanu 1967. Od kwietnia 1954 do lutego 1956 i od lipca 1957 do marca 1958 pozostawał ministrem edukacji. Od listopada 1961 do lipca 1963 pozostawał wiceministrem ds. prezydencji rządu, a w kwietniu 1967 krótko był wiceministrem spraw zagranicznych w rządzie tymczasowym. W wyborach w 1981 wybrany posłem do Parlamentu Europejskiego z ramienia Nowej Demokracji, należał do prezydium Europejskiej Partii Ludowej.